# James Tomkins (cầu thủ bóng đá)
James Oliver Charles Tomkins (sinh ngày 29 tháng 3 năm 1989) là một cầu thủ bóng đá chuyên nghiệp người Anh thi đấu ở vị trí trung vệ cho câu lạc bộ Crystal Palace tại Giải bóng đá Ngoại hạng Anh.

## Danh hiệu
West Ham United
- Vòng play-off EFL Championship: 2012

Cá nhân
- Cầu thủ trẻ xuất sắc nhất năm của West Ham United: 2007–08[4]
- Đội hình PFA của năm: Championship 2011–12[5]